# Diana Wynyard
Diana Wynyard est une actrice anglaise née le 16 janvier 1906 à Londres et morte dans cette ville le 13 mai 1964.

## Filmographie
- 1932 : Raspoutine et l’Impératrice (Rasputin And The Empress) de Richard Boleslawski : Princesse Natasha
- 1933 : Cavalcade de Frank Lloyd : Jane Marryot
- 1933 : Men Must Fight de Edgar Selwyn : Laura Mattson Seward
- 1933 : Reunion in Vienna de Sidney Franklin : Elena Krug
- 1934 : Where Sinners Meet de J. Walter Ruben : Anne
- 1934 : Let's Try Again de Worthington Miner (en) : Alice Overton
- 1934 : One More River de James Whale : Claire Corven
- 1939 : On the Night of the Fire de Brian Desmond Hurst : Kit Kobling
- 1940 : Hantise (Gaslight) de Thorold Dickinson : Bella Mallen
- 1940 : Radio libre (Freedom Radio) de Anthony Asquith : Irena Roder
- 1941 : Le Premier Ministre (The Prime Minister) de Thorold Dickinson : Mary Disraeli
- 1941 : Kipps de Carol Reed : Helen Walshingham
- 1947 : Un mari idéal (An Ideal Husband) de Alexander Korda : Lady Gertrude Chiltern
- 1951 : Tom Brown's Schooldays de Gordon Parry : Mrs. Thomas Arnold
- 1956 : The Feminine Touch de Pat Jackson : Matron
- 1957 : Une île au soleil (Island in the Sun) de Robert Rossen : Mrs. Fleury